# John William Dawson
Pour les articles homonymes, voir William Dawson et Dawson.

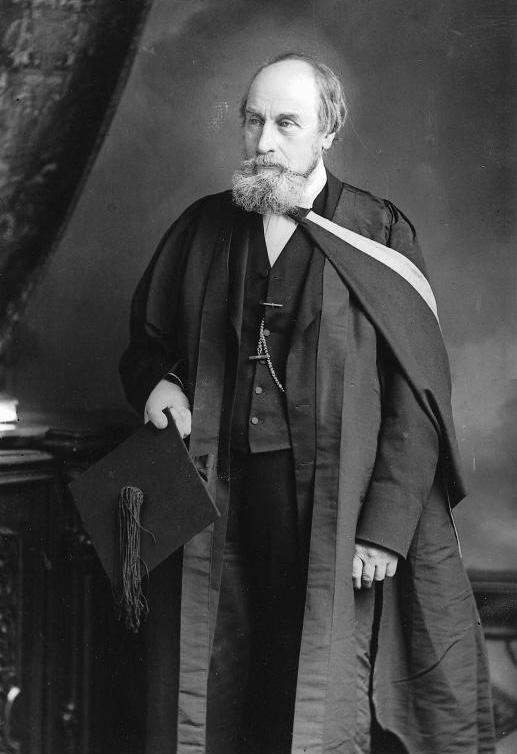
John William Dawson, 1884

John William Dawson (Pictou, Nouvelle-Écosse, 13 octobre 1820 – Montréal, Québec, 19 novembre 1899 à l'âge de 79 ans) est un géologue canadien. Il a aussi été le recteur de l'Université McGill.

## Biographie
D'ascendance écossaise, Dawson termina ses études à l'université d'Édimbourg où il acquit son diplôme en 1842, après avoir étudié la géologie et l'histoire naturelle sous la direction de Robert Jameson.
Il retourna en Nouvelle-Écosse en 1842, accompagné de Sir Charles Lyell lors de la première visite de ce dernier dans ce territoire. Dawson fut par la suite nommé au poste de superintendent of education (1850-1853) ; à la même époque il commença à s'intéresser avec passion à la géologie du Canada, étudiant particulièrement les forêts fossiles du Carbonifère. Dans ces strates, en collaboration avec Lyell (lors de sa deuxième visite), il découvrit en 1852 le premier reste d'un reptile respirant à l'air libre nommé Dendrerpeton. Il décrivit aussi les plantes fossiles du Silurien, du Dévonien et les roches du Carbonifère du Canada pour la Geological Survey of Canada (1871-1873).De 1855 à 1893 il fut le professeur de géologie et recteur de l'Université McGill à Montréal, un établissement qui sous son influence atteignit une haute réputation. 

### Controverse de l'Eozoon canadense
Le nom de Sir William Dawson est surtout associé à Eozoon canadense, qu'en 1864 il décrivit comme un organisme ayant une structure de foraminifère. Ce « fossile » avait été trouvé dans les roches laurentiennes, et on le considérait comme le système vivant le plus ancien de la géologie. Son opinion sur ce sujet fut contestée dès son époque, notamment par le géologue irlandais William King, et a par la suite été réfutée, le prétendu organisme étant aujourd'hui considéré comme une structure minérale.

### Lutte contre le darwinisme
Dawson s'est révélé être l'un des antidarwiniens notoires au Canada. Avec Louis Agassiz, émigré aux États-Unis, il fut l'un des plus célèbres adversaires de Darwin en Amérique du Nord. Profondément religieux comme plusieurs savants de son époque, il s'efforcera de réconcilier la science et la religion dans ses ouvrages tels Archaia et The Origin of the World According to Revelation and Science. 
Dans ses écrits sur des sujets géologiques il conserva une attitude nettement inspirée par la religion, refusant d'admettre que l'homme pût descendre par évolution d'ancêtres animaux et tenant à ce que notre espèce n'eût fait son apparition sur cette terre qu'à une époque tout à fait récente. Pour lui, chaque espèce est parfaitement adaptée à son milieu rendant inadmissible l'idée d'une évolution guidée par le hasard de la sélection naturelle. Sans surprise, ses critiques se font plus soutenues lorsque les darwinistes affirment que l'être humain est lui aussi le produit de la sélection naturelle. Avec les années toutefois, sa position a quelque peu évolué sur ce sujet. Continuant de refuser catégoriquement l'idée de la sélection naturelle, il finit néanmoins par admettre qu'une évolution des êtres vivants pourrait s'accorder avec l'idée d'un "plan divin de la création", acceptant ainsi de considérer l'hypothèse de l’évolutionnisme théiste. Plus précisément, il écrit: 

« Il est vrai qu'on peut envisager une forme d'évolutionnisme qui tiendrait compte de Dieu. Cet évolutionnisme est radicalement distinct du darwinisme et du néo-lamarckisme. Il pose l'existence d'un Créateur et considère le développement de l'univers comme la réalisation de son plan, selon des causes par lui déterminées. Cet évolutionnisme admet l'existence d'un plan de la création et d'une finalité. »

### Fin de vie
Il décède en 1899 à l'âge de 79 ans. Il est enterré au cimetière Mont-Royal à Montréal, et a donné son nom au collège Dawson. On a nommé en son honneur dawsonite le minéral qui a été découvert pendant la construction du musée Redpath avec lequel il fut intimement lié. Son fils, George Mercer Dawson (1849-1901), géologue lui-même, devint un scientifique réputé et respecté.

## Honneurs
En 1854, il est membre distingué (fellow) de la Société géologique de Londres. Il fut élu membre de la Royal Society (FRS) en 1862. En 1878, il se fait offrir par le président de l'université de Princeton, James McCosh (en), la chaire de géologie et la direction de la nouvelle School of science de Princeton, offre qu'il déclinera. Quand la Société royale du Canada fut créée, en 1882, il fut le premier à occuper la chaire présidentielle. Il fut également élu président de l'Association américaine pour l'avancement des sciences en cette même année 1882 et président de la British Association for the Advancement of Science lors de sa réunion à Birmingham en 1886. Il est le seul savant à avoir eu l'honneur de se voir décerner ces deux titres. Il fut fait compagnon de l'ordre de Saint-Michel et Saint-Georges (CMG) en 1881 et fut anobli par la reine Victoria en 1884. En 1893, il est élu président de la Société américaine de géologie. 